# 능포항
능포항은 경상남도 거제시 능포동, 거제도 섬에 있는 어항이다. 1971년 12월 21일 국가어항으로 지정되었다. 관리청은 해양수산부 동해어업관리단, 시설관리자는 거제시장이다.

## 연혁
- 능포는 본래 '능개'라 하였는데 이는 바닷가에 늪이 있는 마을로 그 호수의 늪에 마름이 풀이 자생한다는 뜻의 '능포'라고 바뀌었다.
- 능포항은 1979년 기본시설에 대한 계획을 수립하고, 1989년 시설물 안전진단 용역조사를 실시하면서 기본시설을 완공했다.

## 어항구역
본 항의 어항구역은 다음과 같다.
- 수역[2]
  - 항 좌편 북측 돌출부 선단에서 정동측 대안 육지를 연결하는 선을 따라 형성된 공유수면
- 육역[3]
  - 경상남도 거제시 능포동 31-10 외 19필지(상세내역은 생략)

## 개발 계획
- 거제시는 2011년부터 2013년까지 사업비 92억원을 들여 능포항 공유수면 2만8,433m2(어항편익 1만2,245·마리나 배후 3,820·도로 주차장 6,118·상가 6,250m2)를 매립해 친수공간을 조성할 계획이라고 밝혔다.[4][5]

## 특색
- 능포항은 거도의 옥포만과 장승포항에중위치하고 있으며 거제도 연근해역에서 조업하는 어선들의 근원지다. 정치망 어업이 활발하다. 보리새우가 유명하다.

다
- 우 토지이용규제정보서비스 - 어항구역(능포항) 지형도면[깨진 링크(과거 내용 찾기)]